# Dispensário de Alcântara

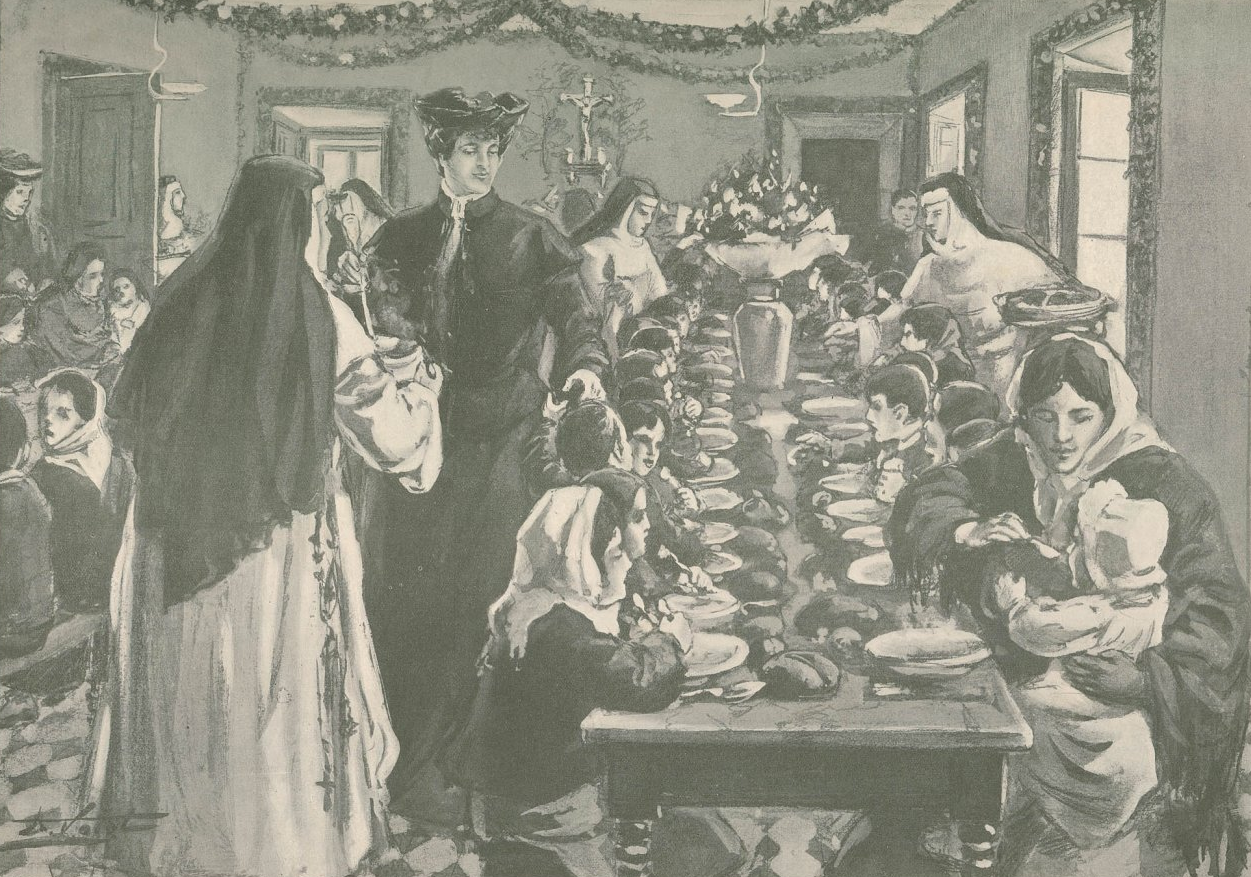
A Rainha D. Amélia, servindo sopa a crianças pobres no dispensário, no Natal de 1903.

O Dispensário Popular de Alcântara foi inaugurado em 1893 com o nome de Dispensário da Rainha por ter sido criado pela rainha D. Amélia. É um edifício de solidariedade social inativado, fundado pela Rainha D. Amélia nos finais do século XIX. Encontra-se na freguesia dos Prazeres em Lisboa.
Está em processo de classificação como edifício de interesse municipal e está incluído na Zona Especial de Proteção do Palácio das Necessidades.
Em 1914 foi anexado aos Hospitais Civis, mas continuou a desempenhar as mesmas funções dirigidas às crianças: consultas externas, aulas de puericultura, fornecimento de leite em pó a recém-nascidos, consultas de enfermagem, tratamento de doenças crónicas como a tuberculose e a sífilis. Até 1910 dava a seguir às consultas uma refeição ligeira às crianças (leite aos mais pequenos e sopa e pão aos mais crescidos). De 1910 até 1930 o referitório esteve fechado, passando a dar após 1930 um copo de leite depois da consulta.
Em 1918 o diretor passou a ser o Dr. Fernando de Lancastre.